# Buslijn 77 (Rotterdam)
Buslijn 77 is een buslijn in de gemeente Rotterdam, die wordt geëxploiteerd door de RET. De lijn verbindt het winkelcentrum en OV-knooppunt Zuidplein met de Strevelsweg, Randweg, Hillevliet, Putselaan, Afrikaanderplein, Rijnhaven en de wijk Katendrecht naar het SS Rotterdam. De lijn staat tussen Rijnhaven metro en de SS Rotterdam bekend als een 6-4-2 bus, op de rest van de lijn is het een Gemaksbus.

## Geschiedenis

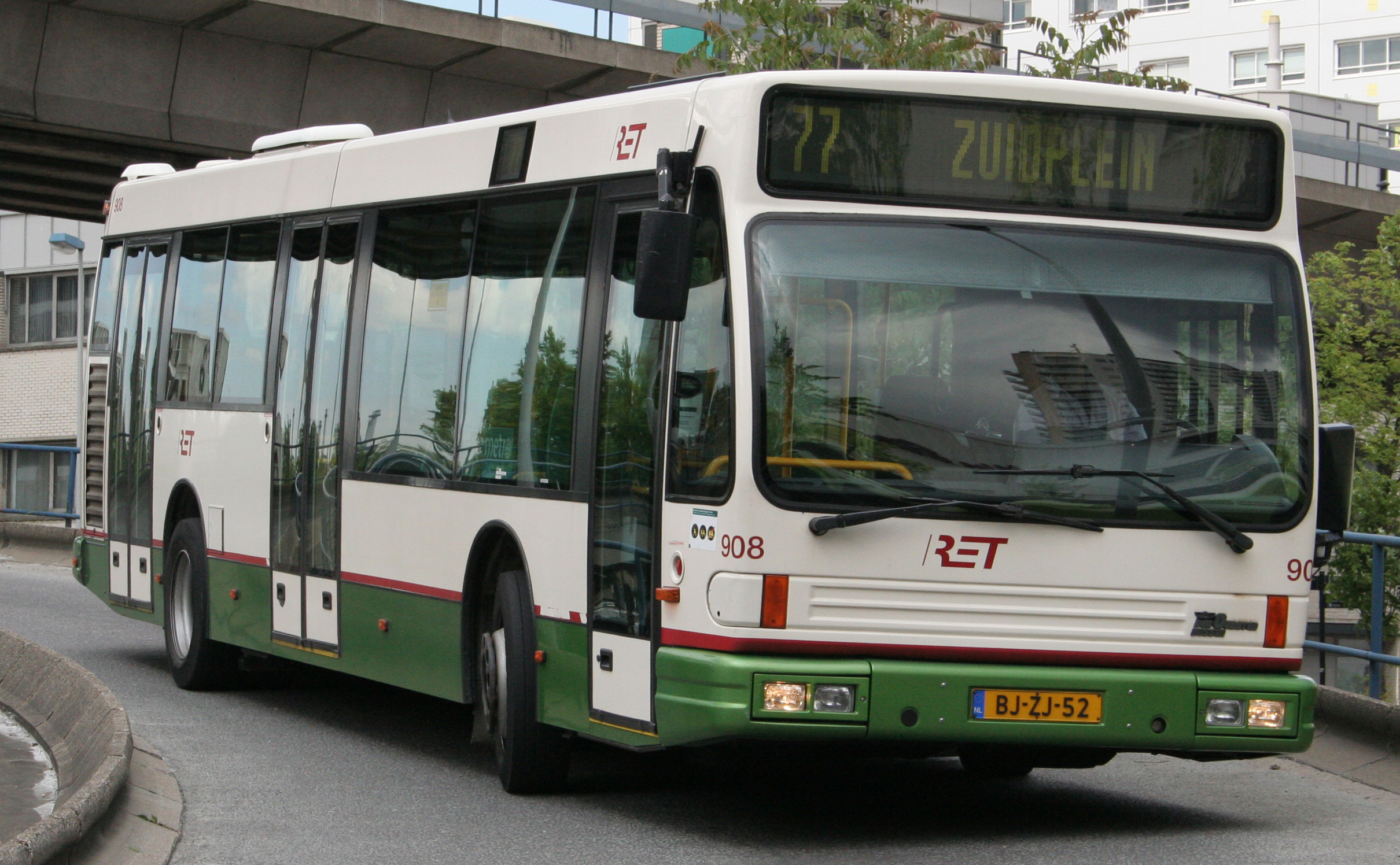
Den Oudsten Alliance 908 in 2007

De huidige lijn is ingesteld per 10 januari 2005. Sinds 7 februari 1968 bestond er reeds een lijn 77 die reed vanaf de Katendrechtse Lagedijk in de Carnisserbuurt via de Dorpsweg, de Slinge, Dordtsestraatweg door de Afrikaanderwijk naar Rijnhaven. Nog datzelfde jaar werd de lijn doorgetrokken naar Katendrecht. In het kader van bezuinigingen verdween deze lijn in 2004. Door protesten van de bevolking keerde de lijn na korte tijd terug maar met een gewijzigde kortere route.   